# 39882 Edgarmitchell
39882 Edgarmitchell è un asteroide della fascia principale. Scoperto nel 1998, presenta un'orbita caratterizzata da un semiasse maggiore pari a 2,3659885 UA e da un'eccentricità di 0,0144359, inclinata di 5,37333° rispetto all'eclittica.